# Kalotaitanya
Kalotaitanya (Călătani), település Romániában, a Partiumban, Bihar megyében.

## Fekvése
Mezőtelegd közelében fekvő  település.

## Története
1956 előtt Mezőtelegd (Tileagd) része volt. 1956-ban vált külön településsé.
1956-ban 227 lakosa volt.
A 2002-es népszámláláskor 226 román lakosa volt.